# Tu Hwnt i'r Bont
Tu Hwnt i'r Bont, signifiant « au-delà du pont » en gallois, est un bâtiment du XVe siècle classé de grade II de la communauté de Trefriw, situé dans le county borough de Conwy, au nord du pays de Galles. Il se trouve sur la rive gauche de la rivière Conwy, de l'autre côté du pont Fawr, et la ville de Llanrwst.

## Histoire
Originellement construite pour servir de maison de ferme, Tu Hwnt i’r Bont est plus ancienne que le pont Fawr supposément construite par Inigo situé en face. Quelques années plus tard, au XVIe siècle, le bâtiment fut utilisé comme tribunal des environs
Durant des siècles, Tu Hwnt i’r Bont est tombé en ruine plusieurs fois et reconstruite. Durant le XXe siècle, le bâtiment fut acheté par la National Trust qui l'a loué pendant 50 ans.
Dans les années 1960, le locataire décida de transformer Tu Hwnt i’r Bont en un salon de thé gallois traditionnel.

## Sources
- (en) Cet article est partiellement ou en totalité issu de l’article de Wikipédia en anglais intitulé « Tu Hwnt i'r Bont » (voir la liste des auteurs).